# Зевоая
Зевоая (рум. Zăvoaia) — село у повіті Бреїла в Румунії. Входить до складу комуни Зевоая.
Село розташоване на відстані 123 км на північний схід від Бухареста, 51 км на південний захід від Бреїли, 126 км на північний захід від Констанци, 68 км на південний захід від Галаца.

## Населення
За даними перепису населення 2002 року у селі проживали 2608 осіб.
Національний склад населення села:
| Національність | Кількість осіб | Відсоток |
| -------------- | -------------- | -------- |
| румуни         | 2499           | 95,8%    |
| цигани         | 109            | 4,2%     |

Рідною мовою назвали:
| Мова      | Кількість осіб | Відсоток |
| --------- | -------------- | -------- |
| румунська | 2509           | 96,2%    |
| циганська | 99             | 3,8%     |